# Wytoka
Pour l’article homonyme, voir Wytoka (Łódź).
Wytoka est une localité polonaise de la gmina de Rudniki, située dans le powiat d'Olesno en voïvodie d'Opole.